# أدريان غوميز
أدريان غوميز هي لاعبة جمباز فني برازيلية، ولدت في 5 أبريل 1990.